# Reginald Cobham
Reginald Cobham KG (1300 - 1361) fou un militar anglès.
Era fill de Reginald Cobham d'Orkesden, a Eynsford a Kent. Amb la seva primera dona, Joan, filla del baró Thomas III de Berkeley, va tenir un fill de nom Reginald, que el va succeir.

## Primeres campanyes
Com el duc de Lancaster, se l'esmenta per haver assistit el rei Eduard a Amiens el 1329 en la cerimònia en la que presta homenatge a Felip VI de França el 6 de juny pel seu ducat de Guiena.

## Guerra dels Cent Anys
Va servir en la majoria de les expedicions militars a Flandes i França de principis de la Guerra dels Cent Anys, entre elles les batalles de Cadzand el 1337, i Sluys el 1340.
El 1346, a la batalla de Blanchetaque, juntament amb Thomas de Beauchamp, el comte de Warwick i William de Bohun, el comte de Northampton va dirigir l'avantguarda, que va derrotar els francesos i va permetre obtenir una important posició defensiva a la batalla de Crécy el 1346, en la que va ser cridat a assistir, amb Thomas de Beauchamp i de John Chandos, a Eduard de Woodstock, Príncep de Gal·les, que dirigia un dels flancs.
També va participar en la batalla de Les Espagnols sur Mer el 1350 i la batalla de Poitiers el 1356, on va fer presoner Charles d'Artois, comte de Longueville.
Va ser convocat al Parlament com un baró del 1342 al 1360, va ser nomenat capità i almirall de la flota occidental el maig de 1344, i de nou el març de 1348, va ser elegit Cavaller de l'Orde de la Lligacama en 1352.
Va morir a causa de la Pesta Negra el 5 d'octubre de 1361.